# 天生自然
天生自然是來自美國拉斯維加斯的殺手樂團（The Killrers）所演唱的歌曲，收錄在2006年10月發行的專輯《山姆小鎮》（Sam's Town）。這首歌之後在2006年11月以單曲的形式推出，是該專輯的第二張單曲。本單曲並沒有如同之前的歌曲年少輕狂成功，僅在美國告示牌現代搖滾榜上獲得第21名。在英國則表現較佳，在英國單曲榜上獲得第15名。
單曲的音樂錄影帶是由電影導演提姆·波頓執導，這是他第一次拍攝音樂錄影帶，其中女主角是由曾演出電影《萬惡城市》（Sin City）的戴文青木飾演。

## 曲目列表
- 7"、CD

1. Bones — 3:46
2. Daddy's Eyes — 4:13

- DVD

1. Bones（音樂錄影帶）— 3:46
2. When You Were Young（音樂錄影帶）— 5:33

- 歐洲 Maxi CD

1. Bones — 3:46
2. Daddy's Eyes — 4:13
3. Where The White Boys Dance - 3:26
4. Bones（音樂錄影帶）— 3:46

## 音樂錄影帶
「Bones」是電影導演提姆·波頓首次執導的音樂錄影帶作品。樂團實際演出的片段是在2006年8月17-18日拍攝，之後再將電腦動畫（CGI）製作的背景和角色與片段合成在一起，包含導演波頓的慣例角色—骷髗人。
音樂錄影帶中，來自電影《一樹梨花壓海棠》（Lolita）、《黑湖妖潭》（Creature from the Black Lagoon）和《聖戰奇兵》（Jason and the Argonauts）的畫面在樂團的背後播放，特別是包含由雷·哈利豪森（Ray Harryhausen）製作的骷髗人的鏡頭。其中一段鏡頭是主唱布蘭登的手被置換成骨頭。而電影《亂世忠魂》（From Here to Eternity）和《10》的海灘橋段在本錄影帶中重現，但主角換成兩位骷髗人。